# Federazione di pallamano della Danimarca
La Federazione di pallamano della Danimarca (da: Dansk Håndbold Forbund) è l'ente che governa la pallamano in Danimarca.

È stata fondata nel 1935 ed è affiliata alla International Handball Federation e alla European Handball Federation.

La federazione assegna ogni anno il titolo di campione di Danimarca e le coppe nazionali sia maschili sia femminili.

Controlla e organizza l'attività delle squadre nazionali.

La sede amministrativa della federazione è a Brøndby.

## Squadre nazionali
La federazione controlla e gestisce tutte le attività delle squadre nazionali danesi.
- Nazionale di pallamano maschile della Danimarca
- Nazionale di pallamano femminile della Danimarca

## Competizioni per club
La federazione annualmente organizza e gestisce le principali competizioni per club del paese.
- Campionato danese di pallamano maschile
- Campionato danese di pallamano femminile
- Coppa di Danimarca di pallamano maschile
- Coppa di Danimarca di pallamano femminile
- Supercoppa di Danimarca di pallamano maschile
- Supercoppa di Danimarca di pallamano femminile